# مايكل كارتر
مايكل كارتر (بالإنجليزية: Michael Carter)‏ ولد بتاريخ 3 مارس 1963 في دنفر، هو دراج أمريكي سابق في صنف سباق الدراجات على الطريق.

## روابط خارجية
- مايكل كارتر على موقع أرشيف الدراجات (الإنجليزية)
- مايكل كارتر على موقع إحصائيات الدراجات الإحترافية (الإنجليزية)
- مايكل كارتر على موقع CycleBase (الإنجليزية)